# Dům Ontario
Dům Ontario, původním jménem Kaiserhaus, stojí v Karlových Varech v ulici Zámecký vrch 422/20. Byl postaven v roce 1854 ve stylu pozdního klasicismu.

## Historie
Dům si postavil v roce 1854 Karl Voigt. Projektovou dokumentaci vypracoval stavitel Franz Mader.
V roce 1884 došlo k navýšení budovy o jedno patro s opětovným provedením trojúhelného štítu završujícího středový rizalit. Při pozdější rekonstrukci bylo v horní části štítu prolomeno rozměrné francouzské okno.
Dům je uveden v programu regenerace Městské památkové zóny Karlovy Vary pro období 2014–2024 v návrhu k zápisu do Ústředního seznamu nemovitých kulturních památek na území města Karlovy Vary.
V současnosti (únor 2021) je dům evidován jako objekt k bydlení v soukromém vlastnictví.

## Popis
Pozdně klasicistní dům stojí na území Městské památkové zóny v ulici Zámecký vrch 20, č. p. 422.
Hlavní průčelí budovy s výrazným středním štítovým rizalitem je orientováno do údolí k Mlýnské kolonádě. Z obou stran rizalitu jsou ustupující boční sekce doplněné balkóny. Strohé fasády s lizénami byly v době přístavby horního patra doplněny terakotovými články, suprafenestrami, rozetami na lizénách a meandry pod římsami. Do štítu je prolomeno větší francouzské okno.
V interiéru je zachována původní dispozice s trojramenným klenutým schodištěm.